# レンカ・ドウア
レンカ・ドウア（Lenka Dürr、女性、1990年12月10日 - ）は、ドイツの元バレーボール選手。ポジションはリベロ。元ドイツ代表。メミンゲン出身。

## 来歴
2007年、ジュニアの欧州選手権で金メダルを獲得した。2008年にドイツ代表に初選出される。
2009年より本格的に国際大会で活躍し、同年8月のワールドグランプリでは同国7年ぶりの表彰台となる銅メダルを獲得した。同年の欧州選手権では4位、2010年の世界選手権で7位となった。
2011年9月にセルビアで開催された欧州選手権では銀メダルを獲得、同年11月のワールドカップでは6位入賞した。
2013年からは正リベロに抜擢され、同年のヨーロッパリーグで優勝を果たし、自身もベストリベロ賞に輝いた。また、同年9月の欧州選手権で銀メダルを獲得した。2014年、モントルーバレーマスターズ'14で初優勝に貢献し、自身もベストディガー賞、ベストリベロ賞を受賞した。同年9月の世界選手権に出場した。

## 所属クラブ
- ローテ・ラーベン・フィルスビーブルグ (2008-2013年）
- イトゥサチ・バクー (2013-2014年）
- アゼリョル・バクー（2014-2015年）
- インペル・ヴロツワフ（2015-2016年）
- シュヴェリーンSC（2016-2017年）
- CSMトゥルゴヴィシュテ（2017-2018年）
- ローテ・ラーベン・フィルスビーブルグ（2018-2019年）
- ドレスナーSC（2019-2021年）

## 受賞歴
- 2013年 ヨーロッパリーグ - ベストリベロ賞
- 2014年 モントルーバレーマスターズ ベストディガー賞、ベストリベロ賞
- 2017年 2017モントルーバレーマスターズ ベストリベロ賞